# Врождённые идеи
Врождённые идеи или иннатизм (лат. innātus «врожденный») — представления и знания, которые не могут быть приобретены, поскольку они не имеют отношения к чувственному миру (напр., математические и логические аксиомы, нравственные начала).
Истоки теории можно найти в концепции Платона «знании как припоминании» идей, которые душа будто бы созерцала до того, как она появилась на земле. Весь чувственный мир, по мнению Платона, есть порождение вечных, ни отчего не зависящих «идей». В каждом человеке, говорил он, со дня его рождения заложены истинные знания, которые, затем только как бы оживляются под воздействием внешних ситуаций.
С появлением христианства мыслители, такие как Августин, развили теорию о том, что Бог непосредственно «вкладывает» вечные идеи в душу человека.
Дальнейшее развитие теории идей произвёл Декарт. Побудило его к этому противоречие в его философской концепции, где при рассмотрении независимых друг от друга мыслящей и протяжённой субстанций возникал вопрос, как человеческий разум (относящийся к субстанции мыслящей) может знать что-то о внешнем физическом мире. Этот вопрос Декарт решил (а в какой-то степени обошёл), введя особую категорию «врождённых» знаний, которые никак не зависят от внешнего опыта и принадлежат разуму изначально.
Первым подверг жесточайшей критике это учение английский философ Дж. Локк, отвергший учение о врождённых идеях, как единственном источнике всех идей и доказал, что идеи возникают у человека под воздействием внешних вещей на органы чувств. Ум новорожденного, говорил он, — это чистая доска, на которой можно писать всё, что хочешь. Однако, Локк не был последователен в борьбе против учения о врождённых идеях, так как допускал и такой источник происхождения идей, как внимание, направленное на деятельность души.
В эпоху Просвещения в философии разгорелась настоящая битва по вопросу о врождённых идеях, расколовшая философское сообщество на два лагеря (условно «рационалистов» и «эмпиристов»). В какой-то мере вопрос прояснил Кант, рассматривая возможность появления новых знаний без обращения к опыту (то есть, априорных).
Последовательно и без уступок критиковали учение о врождённых идеях Гельвеций, Гольбах, Фейербах и другие. Опираясь на опыт предшествующей критики этого учения и исследования человеческого мышления классики марксизма также указывали на антинаучный характер учения о врождённых идеях и показали, что человеческие идеи возникают как результат опыта, практики, длительного исторического развития познания.
С развитием физиологических исследований по вопросам познания (Когнитивная психология) стали возникать менее абстрактные теории о «первичных знаниях».